# 'Tis the Season to Be Fearless
'Tis the Season to Be Fearless è una compilation natalizia pubblicata dalla Fearless Records il 22 novembre 2010. L'8 novembre 2010 l'album è stato reso disponibile per il preordine online su iTunes.

## Tracce
1. For All Those Sleeping – Maybe This Christmas – 3:24
2. The Maine – Ho Ho Hopefully – 3:38
3. Go Radio – O Holy Night – 4:32
4. Breathe Carolina – Mile High Christmas – 2:57
5. Amely – Christmas Time Again – 4:05
6. Sparks the Rescue – Christmas Brings Me Down – 3:23
7. Let's Get It – Down to Us – 3:27
8. Artist vs. Poet – Christmas With You – 3:59

Durata totale: 29:25